# Sericoides glacialis
Sericoides glacialis är en skalbaggsart som beskrevs av Fabricius 1775. Sericoides glacialis ingår i släktet Sericoides och familjen Melolonthidae. Inga underarter finns listade i Catalogue of Life.